# Pietro De Laurentiis
Pietro De Laurentiis (Roccascalegna, 13 marzo 1920 – Roma, 17 ottobre 1991) è stato uno scultore italiano.

## Biografia

### Gli esordi
L'esordio pubblico di Pietro De Laurentiis avviene nel 1939 a diciannove anni, quando vince la Rassegna delle Arti figurative di Chieti, con un gesso, Ritratto di vecchio contadino. 
Ottenuta una borsa di studio, si trasferisce a Roma per studiare presso l'Accademia di Belle Arti. 
Nel 1947 inizia l'attività di docenza presso la Facoltà di Architettura di Roma, dove insegnerà fino al 1985.

Il suo arrivo a Roma è segnato dall'incontro con Luigi Moretti, uno dei padri del razionalismo italiano. Questi gli affida un'aquila per uno degli edifici della GIL: 
 Il senso di questo “spiritoso” è da intendere all'interno di una sua specifica ricerca che lo porta a tentare la scoperta di nuove possibilità espressive a partire dalle immagini dell'Abruzzo contadino cui tenta di dare voce.

### Il secondo dopoguerra
Nel clima effervescente dell'immediato dopoguerra partecipa – da artista – alla ricostruzione: del 1948 sono gli stucchi della navata centrale della cattedrale di Civitavecchia e la partecipazione alla V Quadriennale di Roma; del 1949 alcune griglie in bronzo per la pavimentazione della Chiesa di Sant'Eugenio a Roma e un grande Cristo per la scenografia di Luigi Moretti del "Nessuno salì a bordo"; del 1953 è la partecipazione alla mostra "Il Treno della rinascita", allestita su vagoni ferroviari. Frequenta l'ambiente artistico romano che ruota intorno al “tridente” tra i poli dei Caffè Rosati e Canova a Piazza del Popolo e delle Osterie del “Bottaro” e del “Re degli amici” intorno a Via Ripetta. Stringe amicizia in particolare con il poeta Sandro Penna, lo scultore Francesco Coccia e il pittore Nazareno Gattamelata.

### Gli anni cinquanta
Nel corso degli anni cinquanta si dedica a una personale ricerca nel campo dei valori plastici in cui si intrecciano “ispirazioni dalle forme cubiste” a “motivi di un antico folclore”, componendo figure risultanti da una ritmica contrapposizione dei volumi, non senza una dose di humor.
Sono questi gli anni in cui elabora le forme che confluiranno poi in una serie di mostre (il Pincio, Roma, 1956 – Selecta, Roma, 1958 – Montenapoleone, Milano, 1959) e in un numero speciale della rivista Spazio, diretta da Luigi Moretti, che viene interamente dedicato alle opere di De Laurentiis selezionate da Lionello Venturi in occasione di una personale.
Contemporaneamente si dedica a un intenso lavorio da “organizzatore culturale” e porta in Abruzzo un ciclo di conferenze - patrocinato dal Comune di Pescara, nel quale si gettano i presupposti per la creazione del piano regolare della città e per l'istituzione di una Facoltà di Architettura e Urbanistica - cui chiama a partecipare architetti e studiosi quali Ludovico Quaroni e Giulio Carlo Argan

### Gli anni sessanta
La fine degli anni cinquanta segna anche il passaggio dalle forme ancestrali dei suoi personaggi (guerrieri, contadini, animali) alla stupita contemplazione dei paesaggi urbani e industriali, e l'avviarsi verso “una sorta d'espressionismo non figurativo, lirico e impetuoso”.
Questa sua ricerca trova sbocco in un'opera pubblica: Le Città Illuminate, i pannelli commissionatagli dalla Acea per la sua sede romana, aventi come tema la luce, in cui si pone il problema "del rapporto architettura-scultura, che non aveva mai affrontato, anche se nelle opere precedenti si era fatto luce in lui un innato senso architettonico,". Non a caso, per queste sculture, Eugenio Battisti - che ne aveva seguito la genesi in presa diretta fin dal 1959, nelle frequenti visite allo studio - parla di "sapore razionalistico, sottolineato dalla attenta elaborazione del bronzo, dalla patina semplice ma sensibilmente chiaroscurale e, soprattutto, dalla necessità di una lettura lenta e da vicino.".
Tra gli altri lavori su commissione esegue la fontana monumentale del Liceo Scientifico di Ancona (1959), dei pannelli in marmo per la nuova ala della Direzione Generale dell'INPS di Roma (1965), un complesso in bronzo per la sede dell'Assitalia in Roma (1966), pannelli di arredo interno per le navi della Flotta Lauro (1966), bassorilievi lignei per il Battistero della Cattedrale di Chicago (Holy Name Cathedral) (1968), e altri.

### Gli anni settanta
Negli anni settanta la problematica del rapporto tra l'arte plastica e lo spazio circostante va ben oltre il rapporto tra la scultura e l'architettura, coinvolgendolo direttamente nelle battaglie civili e culturali per la salvaguardia dell'ambiente minacciato dall'urbanizzazione selvaggia.
De Laurentiis trasporta il problema teorico dello spazio artistico e architettonico, nel campo dell'impegno civile e nella salvaguardia del patrimonio artistico e ambientale. 
Con Antonio Cederna e Fulco Pratesi è protagonista delle battaglie per il verde e l'ambiente a Roma, contribuendo con la sua opera a salvare o a rendere pubblici parchi e opere architettoniche minacciate dalla speculazione edilizia; al suo nome sono legate le battaglie per la salvaguardia di Villa Blanc (all'interno della quale, in una dépendance ha fissato il suo atelier fin dal 1959), Villa Carpegna, il Pineto, villa Torlonia, le mura aureliane. Partecipa alla discussione sull'arte, l'urbanistica e l'ambiente. Diventerà socio onorario di Italia Nostra, organizzazione che, alla sua morte, organizzerà un premio a suo nome.

### Gli anni ottanta
Negli ultimi anni la sua ricerca artistica e intellettuale si volge a un ripensamento del ruolo della “tecnica”: da un lato si volge a un'indagine teorica sulle cosiddette “arti minori”, dall'altro inizia a sperimentare le possibilità offerte al disegno dai primi strumenti informatici.
In generale gli anni ottanta sono legati a un ripensamento generale delle sue esperienze artistiche, architettoniche e sociali. Comincia così un lavoro sistematico di rielaborazione e valutazione del proprio operato nei vari campi. È quindi impegnato, a una codificazione dei propri procedimenti attraverso una rigorosa analisi degli elementi costitutivi dell'opera scultorea e della sua parte visibile e sensibile: la superficie.
Nel 1989, ormai minato da una lunga malattia, decide di ritirarsi dall'attività accademica. In quell'occasione la Facoltà di Architettura dell'Università di Roma – caso unico – gli dedica un omaggio organizzando una mostra antologica e un convegno dal titolo Il segno nella progettazione: il catalogo, curato da Roberto De Rubertis, riporta interventi di Mario Docci (preside della Facoltà) e di Filiberto Menna.
Muore nella sua casa di Roma il 17 ottobre 1991. Lascia come preciso legato culturale, ai suoi eredi, la salvaguardia della storica Villa Blanc in Roma.

## Le mostre

### Personali
- 1956 Galleria Il Pincio, Sculture di Pietro De Laurentiis, Roma.
- 1958 Galleria Selecta, Roma.
- 1959 Galleria Montenapoleone, Pietro De Laurentiis: sculture 1957-1958, Milano.
- 1963 Galleria Pater, De Laurentiis, Milano.
- 1964 Hotel Cavalieri Hilton, La Scultura Incontra il Pubblico con Una Personale di Pietro De Laurentiis, Roma.
- 1964 Galleria Il Bilico, Mostra di Disegni Policromi di De Laurentiis, Roma.
- 1965 Galleria L'Arco, Pietro De Laurentiis, Macerata.
- 1966 Galleria Il Carpine, Sculture di Pietro De Laurentiis, Roma.
- 1970 Palazzo Esposizioni della Mostra internazionale tessile, Personale di Grafica Policroma di De Laurentiis, Busto Arsizio (Va).
- 1970 Chiostro di San Francesco, Pietro De Laurentiis, Gargnano del Garda.
- 1982 Galleria Pagani de Il Grattacielo, Pietro De Laurentiis, Milano.
- 1982 Mostra del Marmo di Domegliana, Domegliana (VR).
- 1982 Banca Popolare di Milano, filiale di Roma, La BPM Presenta Pietro De Laurentiis.
- 1989 Facoltà di Architettura di Roma, Pietro De Laurentiis. Il Segno nella progettazione, Roma.
- 1996 Castello di Roccascalegna (Chieti), Pietro De Laurentiis Opere giovanili.
- 2007 Museo Diocesano e Capitolare di Terni, Pietro De Laurentiis, Progetti Disegni Sculture.
- 2008 Archivio Centrale dello Stato, Lo Scultore e l'Architetto Pietro de Laurentiis Luigi Moretti: testimonianze di un sodalizio trentennale, Roma.
- 2008 Spazio museale S. Francesco, Lo Scultore e l'Architetto Pietro de Laurentiis Luigi Moretti: testimonianze di un sodalizio trentennale, Tagliacozzo (AQ).
- 2021 Castello di Roccascalegna (Chieti), Pietro De Laurentiis 1920-2020 Antologia delle Opere a cura di Carlo Severati.

### Collettive
- 1939 VI Mostra Interprovinciale D'Arte dell'Abruzzo e Molise, Chieti.
- 1948 V Quadriennale di Roma, Galleria Nazionale d'Arte Moderna, Roma.
- 1950 Mostra D'Arte dei Soci Professionisti dell'Associazione Artistica Internazionale, Galleria Dell'Associazione di Via Margutta, Roma.
- 1951 VI Quadriennale di Roma, Palazzo delle Esposizioni, Roma.
- 1952 Mostra della Pittura e Bianco e Nero, Circolo Artisti e Artigiani Prenestini, Palestrina (RM).
- 1953 Il Treno della Rinascita, mostra viaggiante su vagoni ferroviari.
- 1955 VII Quadriennale di Roma, Palazzo delle Esposizioni, Roma.
- 1955 III Mostra Fiera, Via Margutta, Roma.
- 1957 Mostra di Artisti Frentani, Orsogna/Lanciano (Ch).
- 1958 Sculture di De Laurentiis e pitture di Nardulli, Circolo dei Sabini, Roma.
- 1958 Rassegna di Arti Figurative di Roma e del Lazio, Palazzo delle Esposizioni, Roma.
- 1959 Collettiva di sculture e disegni, Galleria Montenapoleone, Milano.
- 1960 XII Triennale di Milano, La casa e la scuola: Esposizione internazionale delle arti decorative e industriali moderne e dell'architettura moderna, Palazzo dell'Arte di Milano.
- 1961 Italia '61, Torino.
  - Salone del Lazio (a cura di Luigi Moretti): calco in gesso del Guerriero di Capestrano (attualmente esposto presso il Castello cinquecentesco, Sala dell'Auditorium, L'Aquila).
  - Salone dell'Abruzzo (a cura di Agnoldomenico Pica): Contadina.
- 1961 III Rassegna di Arti Figurative di Roma e del Lazio, Palazzo delle Esposizioni, Roma.
- 1963 IV Rassegna di Arti Figurative di Roma e del Lazio, Palazzo delle Esposizioni, Roma.
- 1963 II Mostra Nazionale di Pittura Contemporanea e del Bronzetto, Cinisello Balsamo (Mi).
- 1963 IV Mostra Internazionale d'Arte, a cura di Giuseppe Appella, Maratea (PZ).
- 1965 Scultura Italiana Contemporanea (Kleinplastiek uit Italie), (a cura della Quadriennale di Roma), Madurodam - L'Aia, Olanda, dove gli viene conferito il 1º premio Philips.
- 1965 V Rassegna di Arti Figurative di Roma e del Lazio, Palazzo delle Esposizioni, Roma.
- 1965 Mostra della Casa Abitata, (nell'ambito dell'allestimento curato da Luigi Moretti), Palazzo Strozzi, Firenze.
- 1965 IX Quadriennale di Roma, Palazzo delle Esposizioni, Roma.
- 1967 Collettiva di Scultura, La Galleria Cavalieri Hilton, Roma.
- 1967 Biennale d'Arte Triveneta – VII Concorso Internazionale del Bronzetto, Padova.
- 1970 Collettiva di Scultura, Galleria La Pigna, Roma.
- 1970 Venti Artisti a Gargnano, Gargnano (BS).
- 1975 Disegni di 34 Scultori, Banca Popolare di Milano, Salone delle Conferenze della BPM, Milano.
- 1982 XVIII Mostra Internazionale di Scultura, Museo D'Arte Moderna Pagani, Castellanza (Va).
- 1983 I Multipli nella scultura italiana contemporanea, (rassegna internazionale itinerante organizzata dalla Quadriennale di Roma per incarico del Ministero degli Affari Esteri, tenutasi in Sud America, Europa del Nord e Paesi Arabi).
- 1983 Materia e Spazio, Momenti della Ricerca Plastica Internazionale Contemporanea, Centro Creart, Udine.
- 1984 Galleria Ellequadro, Genova.
- 1984 1ª Mostra internazionale della piccola scultura, Museo d'Arte Moderna Pagani, Castellanza (Va).
- 1985 1ª Mostra internazionale di scultura all'aperto e 2ª Mostra internazionale della piccola scultura, Museo D'Arte Moderna Pagani, Castellanza (Va).
- 2008 Repubblica e Costituzione, Mostra d'arte per i 60 anni della Costituzione, Archivio Centrale dello Stato, Roma.
- 2010 Luigi Moretti. Dal Razionalismo all'informale, MAXXI - Museo nazionale delle arti del XXI secolo, Roma.
- 2015 Una nuova Roma. L'Eur e il Palazzo della Civiltà Italiana, Palazzo della Civiltà Italiana, Roma.
- 2016 Lo sguardo e la parola 1974/1983. Opere dalla Collezione Premio Viareggio, GAMC Galleria Comunale di Arte Moderna e Contemporanea di Viareggio, Palazzo delle Muse, Viareggio.
- 2024 L'Appia è moderna, Casale di Santa Maria Nova, Parco archeologico dell'Appia Antica, Roma. A cura di Claudia Conforti, Roberto Dulio, Simone Quilici, Ilaria Sgarbozza.
- 2025 Acea Heritage: Arte, design e architettura a palazzo, Sede Centrale Acea di Piazzale Ostiense, Roma.